# Monument à l'Armée soviétique
Le monument aux soldats de l'Armée soviétique (bulgare : Паметник на Съветската армия, Pametnik na Savetskata armia), ou monument à l'Armée rouge, est un monument situé dans le centre-ville de Sofia, capitale de la Bulgarie, sur le boulevard Tsar-Osvoboditel non loin du pont aux Aigles (Orlov Most) et de l’université.
Élevé en 1954, dix ans après le coup d’État du 9 septembre 1944, il est dédié à la victoire de l'Armée rouge durant la Seconde Guerre mondiale. À son sommet un soldat de l’armée soviétique trône flanqué de part et d’autre d’une femme et d’un homme bulgares. Le monument est par ailleurs composé de bas-reliefs secondaires.
Le 18 juin 2011, un bas-relief du monument, composé de statues de soldats libérateurs, est entièrement détourné par un ou plusieurs street artists, recouvert de peinture de sorte qu'ils apparaissent en personnages de comics américains, dont les super-héros Superman et Captain America.

## Interventions ultérieures
L'action du 18 juin 2011 est suivie d'une série d'interventions à signification artistique, sociale et politique sur la même partie du monument, telles que :
Le 10 février 2012, dans le cadre des manifestations contre l'accord commercial anti-contrefaçon ACTA en Bulgarie, les visages des soldats du même bas-relief sont décorés de masques dits de Guy Fawkes, associés avec le mouvement Anonymous.
Le 21 août 2013, le bas-relief du monument est recouvert de peinture rose et décoré d'une inscription « La Bulgarie s'excuse » (en tchèque : « Bulharsko se omlouva »), cette action présentant des excuses pour la participation de la Bulgarie, alors membre du Pacte de Varsovie, dans l'invasion soviétique de la Tchécoslovaquie menée par l'URSS en 1968.
Le 23 février 2014, jour de l'Armée rouge, le monument est recouvert des couleurs du drapeau de l'Ukraine et d'une inscription « Gloire à l'Ukraine » (ukrainien : Слава Україні), en signe de soutien pour le peuple de l'Ukraine et de son mouvement Euromaïdan de 2013-2014.
Le monument a été tagué en 2022, en soutien à l'Ukraine.

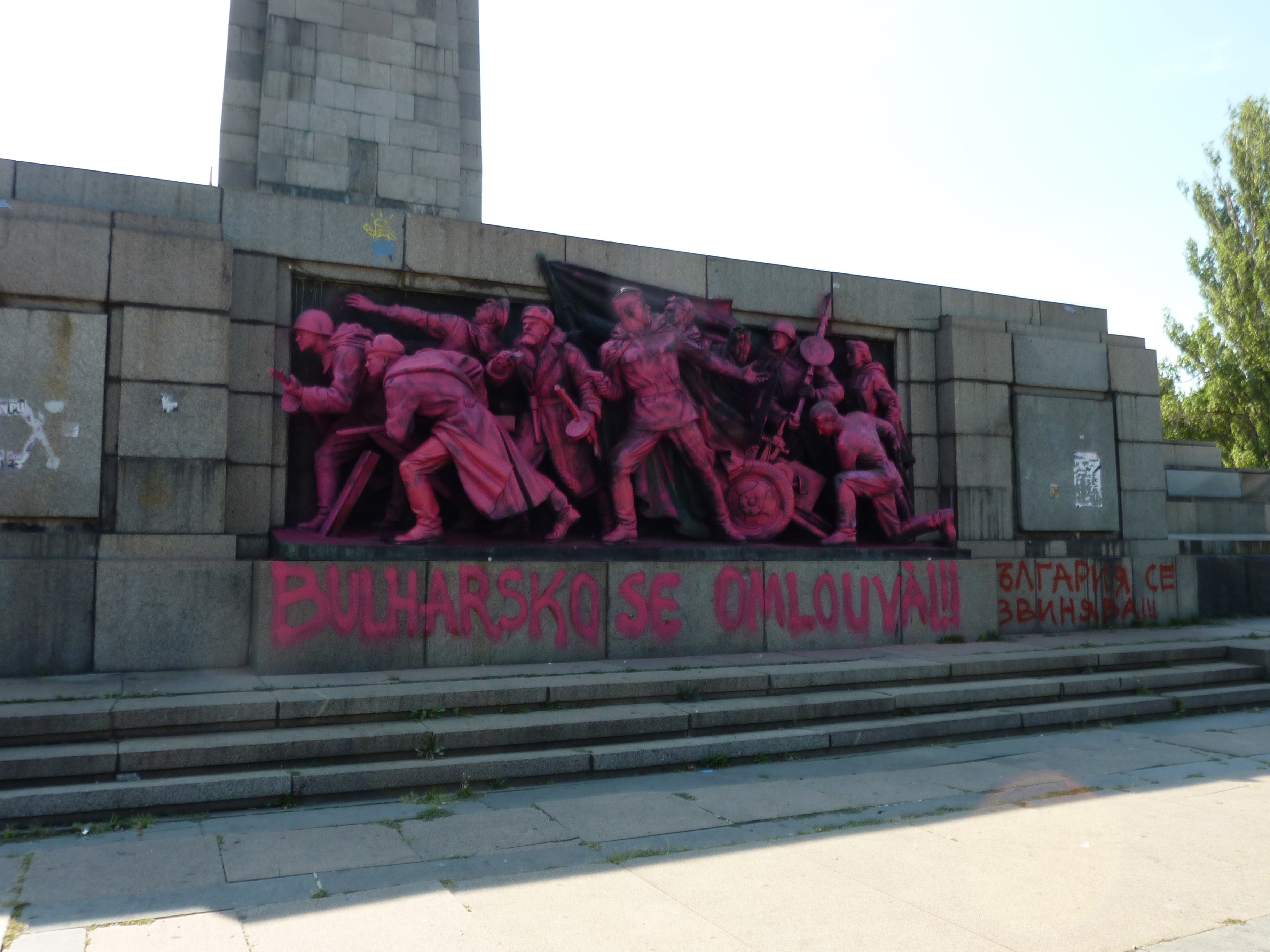
Le monument peint en rose en commémoration de l'Invasion de la Tchécoslovaquie en 1968.
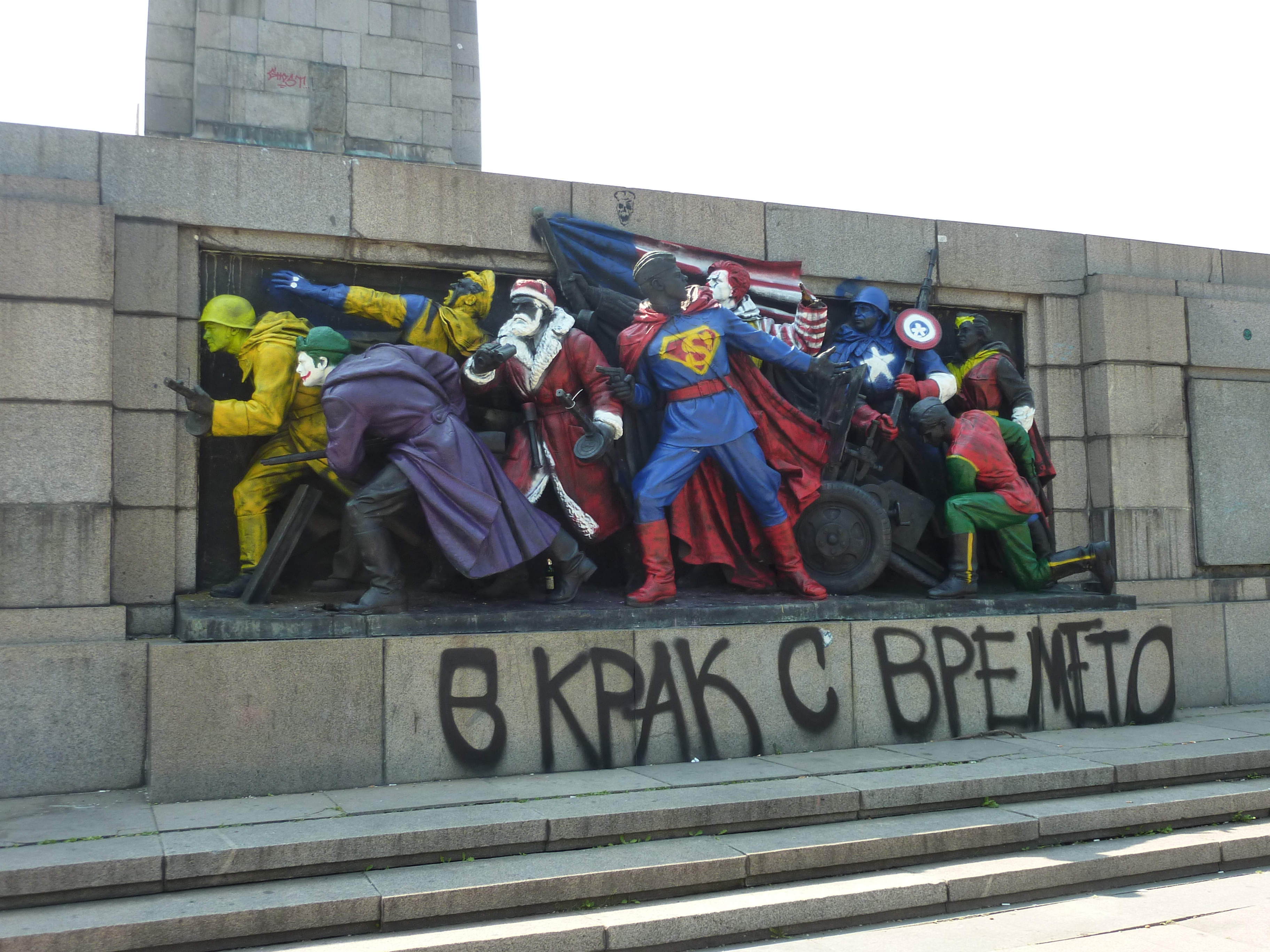
Bas-relief du monument détourné le 18 juin 2011.
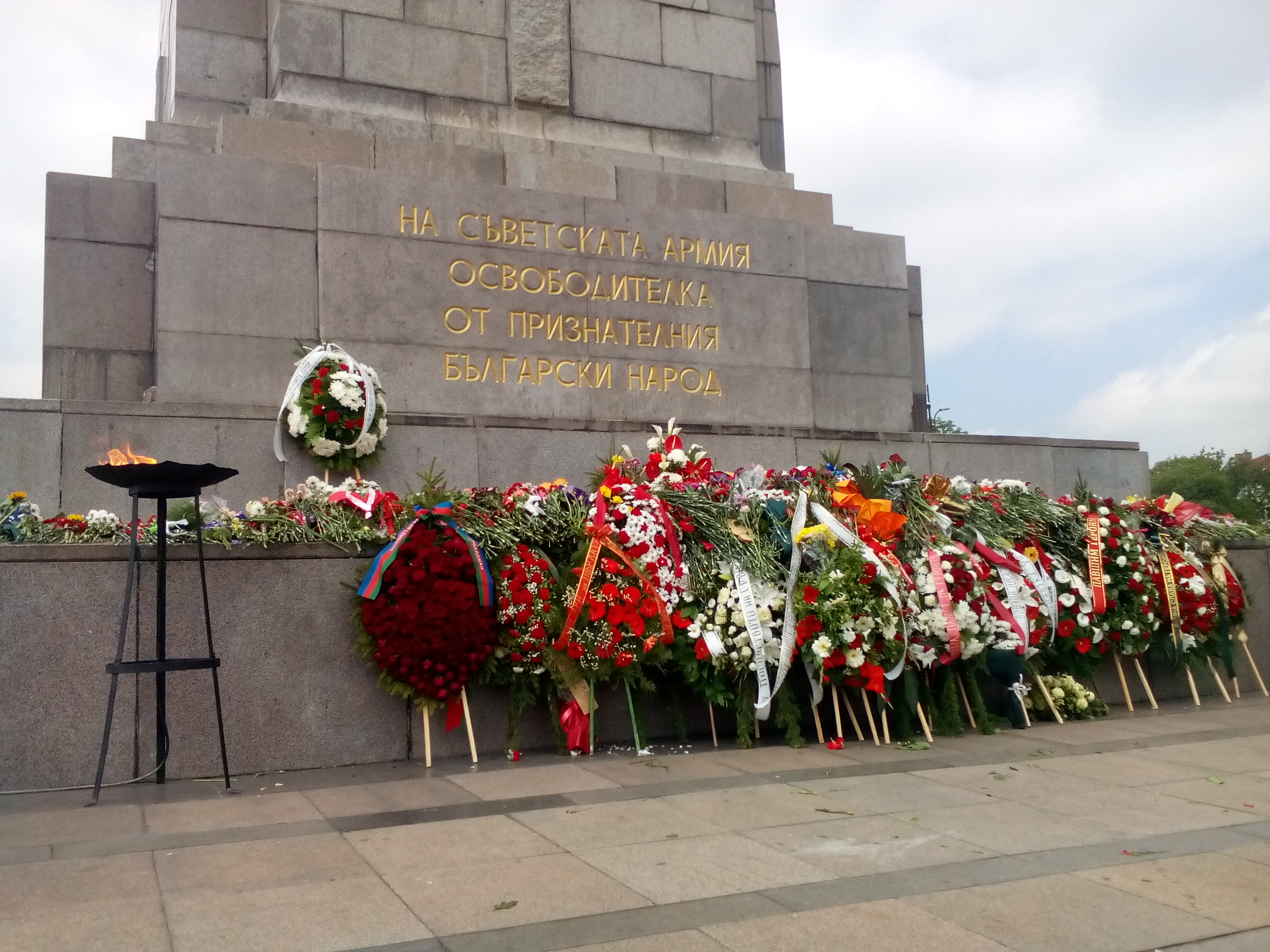
9 mai 2016